# Guy Peeters
Guy Daniel Clotilde Peeters (Ekeren, 27 oktober 1951) is een Belgisch voormalig arts, ziekenfondsbestuurder en bestuurder voor de SP/sp.a.

## Levensloop
Guy Peeters studeerde aan de Vrije Universiteit Brussel en werkte tussen 1978 en 1980 op het gezondheidscentrum van deze universiteit. Later werd hij adviserend geneesheer bij de socialistische ziekenfondsen. Van 1981 tot 1985 werkte hij op het kabinet van Vlaams minister van Gezondheid Roger De Wulf (SP). In 1988 werd hij algemeen secretaris van het Nationaal Verbond van Socialistische Mutualiteiten. In 2012 volgde Paul Callewaert hem in deze hoedanigheid op. Peeters volgde er vervolgens Mark Elchardus als voorzitter op, een functie die hij tot 2016 bekleedde. Sindsdien is hij voorzitter van De VoorZorg Antwerpen.
Hij zetelde vanaf 1990 in de raad van bestuur van de Vlaamse Radio- en Televisieomroeporganisatie (VRT). In 2000 werd hij er voorzitter in opvolging van Bart De Schutter. Hij bleef voorzitter tot 2010, wanneer Luc Van den Brande hem opvolgde. Peeters was ook voorzitter van P&V Verzekeringen en zetelde in het bestuur van de Autonome Hogeschool Antwerpen. Hij was betrokken bij de fusie van verschillende Antwerpse hogescholen en de fusie van de drie Antwerpse universitaire instellingen tot de Universiteit Antwerpen. Hij was tevens lid van de Hoge Raad van de universiteit en betrokken bij de Associatie Universiteit & Hogescholen Antwerpen. Ook was hij betrokken bij de integratie van verschillende Antwerpse ziekenhuizen tot het Ziekenhuis Netwerk Antwerpen. Binnen de SP/sp.a gold Peeters lange tijd als een sleutelfiguur achter de schermen.
In 2009 sloot Peeters een minnelijke schikking met het parket van Antwerpen. In 2003 werd naar aanleiding van de Visa-affaire rond het Antwerpse stadsbestuur een opsporingsonderzoek naar Peeters en zijn echtgenote opgestart. Er waren aanwijzingen dat geld van stedelijke vzw's naar Telepolis, een van de vzw's van Peeters' echtgenote, vloeide.
Hij is vrijmetselaar en lid van de loge Les Élèves de Thémis.